# Natalya Mammadova
Natalya Aleksandrovna Mammadova  nascida como   Skazka (Donetsk,2 de Dezembro de 1984), é uma voleibolista ucraniana naturalizada azeri. Atua na posição de ponteira. Mammadova mede 1,96 m, ataca a 305 cm e bloqueia a 298 cm.

## Biografia
Skazka começou a praticar o vôlei aos 8 anos, em sua cidade natal Donetsk. Em 2002 conquistou a medalha de prata no Campeonato Europeu Sub-20. No mesmo ano é contratada pela equipe russa do Zarechie Odintsovo onde conquistou a Copa da Rússia. No ano seguinte transfere-se para o Azerbaijão onde obtém a cidadania azeri e modifica seu sobrenome para Mammadova. No país defendeu o Azeril Baku onde conquistou o bicampeonato nacional.
Antes de 2007, ela defendeu  a equipe do Azerril Baku , exceto para a temporada-2005/06, a qual joga na  na Suíça , com o clube vencer o "Volero" e conquista o campeonato nacional e a Copa da Suíça. Durante três temporadas consecutivas, de 2005 a 2007, ela foi a maior pontuadora da Liga dos Campeões. Em 2007, foi reconhecido como a melhor jogadora de vôlei na Europa e recebeu o prêmio "Bola de Ouro".
Terminando a temporada 2006-2007 Mammadova é emprestada para o time italiano "Chieri", em que a principio jogou com o seu sobrenome de nascimento (Skazka), o que causou forte insatisfação por parte da Federação de Voleibol do Azerbaijão. A saída para essa tensão foi ela adotar o nome "Natalya" em sua camisa.
Na temporada seguinte, regressa à Suíça para defender novamente as cores do Voléro, mas no meio da temporada é vendido para o Club Voleibol Ícaro Alaró  da Espanha, chegando a final do campeonato, mas, foi batido pelo CAV Murcia .
Em 2008 foi contratado pelo Türk Telekom Gençlik ve Spor Kulübü , mas o clube, apesar das altas expectativas, para nas semifinais tanto na taça nacional e nos playoffs da liga. Após a experiência turco, mudou-se para a Rússia para defender o Dinamo Krasnodar.
Na temporada 2010-11, é contratada pelo Rabita Baku , o clube com o qual ganhou dois títulos da liga azeri e do Mundial de Clubes em 2011 .Em 2012-13 passa para a equipe russa de Omichka Omsk. Em 2014-15 joga pela terceira vez no Volero Zürich onde conquista a medalha de bronze no Campeonato Mundial de Clubes em 2015.
Pela seleção do Azerbaijão, participou da Campeonato Mundial de 2006 , Grand Prix de 2006 , o Campeonato Europeu , em 2005 (4º), 2007, 2009, 2011, 2013 e 2015 anos, e os torneios de qualificação olímpica em 2004 e 2008 .

## Números
- Detém o recorde de pontos na Liga dos Campeões na pontuação em uma partida: 18 de outubro de 2005 no jogo "Azerril" vs "VakıfBank Spor Kulübü" anotou 47 pontos.

- Em 26 de agosto de 2006 também estabeleceu o recorde de pontos no Grand Prix (39 pontos em confronto com a seleção Cuba ), mas na edição de 2013 foi superada pela oposta polonesa Katarzyna Skowrońska.

## Clubes
- Zarechie Odintsovo (2002–2003)
- Azerrail Baku (2003-2005)
- Voléro Zürich (2005-2006)
- Azerrail Baku (2006-2007)
- Chieri (2007)
- Voléro Zürich (2007-2008)
- Club 15-15 (2008)
- Türk Telekom (2008-2009)
- Dinamo Krasnodar (2009-2010)
- Rabita Baku (2010-2012)
- Omichka Omsk (2012-2014)
- Voléro Zürich (2014-2017)
- Dinamo Kazan (2017-2018)
- Altay VC (2018-2019)
- Liaoning (2019)
- Jacarta Pertamina (2020)
- Voléro Le Cannet (2020-2021)